# Санта-Марія-дель-Меркадільйо
Санта-Марія-дель-Меркадільйо (ісп. Santa María del Mercadillo) — муніципалітет в Іспанії, у складі автономної спільноти Кастилія-і-Леон, у провінції Бургос. Населення — 144 особи (2010).
Муніципалітет розташований на відстані близько 160 км на північ від Мадрида, 55 км на південь від Бургоса.

## Демографія
Динаміка населення (INE ):